# Afrogamasellus uluguruensis
Afrogamasellus uluguruensis är en spindeldjursart som beskrevs av Hurlbutt 1974. Afrogamasellus uluguruensis ingår i släktet Afrogamasellus och familjen Rhodacaridae. Inga underarter finns listade i Catalogue of Life.